# Lawn Tennis de la Exposición
El Club Lawn Tennis de la Exposición es un club social y deportivo del Perú. Fue fundado en 1884 lo que lo convierte en el segundo club de tenis más antiguo de América después del Staten Island Cricket Club. Se encuentra ubicado en el distrito de Jesús María de la ciudad de Lima. El club es la sede habitual de los partidos del equipo de Copa Davis del Perú.

## Historia
El Club Lawn Tennis fue fundado el 27 de junio de 1884 por un grupo de miembros de la colonia inglesa y su primer presidente fue John P. Gallagher. Fue llamado de la Exposición porque en un principio la sede del club estuvo ubicada en el Parque de la Exposición (frente al Museo de Arte), sin embargo a principios del siglo XX la sede se trasladó a Jesús María.

## Deportes
El principal deporte practicado es el tenis, seguido por la natación, el voleibol, el bádminton, squash y frontón. Cabe señalar que el club tuvo un equipo de fútbol que participó durante los comienzos de la difusión del fútbol peruano (antes de 1912) y en los primeros torneos del fútbol peruano siendo también uno de los más antiguos junto con el Alianza Lima y el Ciclista Lima pero manteniendo una rivalidad contra el Lima Cricket and Football Club.

## Infraestructura
Sus instalaciones permiten la práctica de diversos deportes, destacando los 17 campos de tenis y el Coliseo Hermanos Buse, con capacidad para 2400 espectadores, que es el más grande coliseo de tenis en el Perú, sede de distintos eventos oficiales nacionales e internacionales.